# All is One
All is One è il quinto album in studio della band israeliana Orphaned Land. Pubblicato il 24 giugno 2013 dalla Century Media Records.

## Tracce
1. All Is One – 4:30
2. The Simple Man – 4:53
3. Brother – 5:00
4. Let the Truce Be Known – 5:32
5. Through Fire and Water – 4:08
6. Fail – 6:03
7. Freedom (strumentale) – 3:17
8. Shama'im (in ebraico שמיים‎?) – 3:56
9. Ya Benaye – 4:37
10. Our Own Messiah – 5:16
11. Children – 7:09

## Formazione

### Gruppo
- Kobi Farhi – voce, voce narrante, cori, seconda voce
- Yossi Sassi Sa'aron – chitarra acustica, chitarra elettrica, bouzouki, oud, chumbush, cori, pianoforte e saz
- Chen Balbus – chitarra acustica
- Uri Zelcha – basso elettrico, basso fretless, basso acustico
- Matan Shmuely – batteria

### Produzione
- Johan Ornborg – produzione, registrazione
- Jens Bogren – missaggio, mastering
- Yonatan Kossov – registrazione
- Ofri Tamim – ingegneria del suono
- Idan Amsalem – registrazione
- Yilmaz Karayalim – registrazione
- Evren Arkman – registrazione
- Valnoir – grafica, copertina
- Ami Bornstein – fotografia